# Lasiobolus intermedius
Lasiobolus intermedius är en svampart som beskrevs av J.L. Bezerra & Kimbr. 1975. Lasiobolus intermedius ingår i släktet Lasiobolus och familjen Ascodesmidaceae.  Arten är reproducerande i Sverige. Inga underarter finns listade i Catalogue of Life.